# Alexander Wassiljewitsch Tschajanow

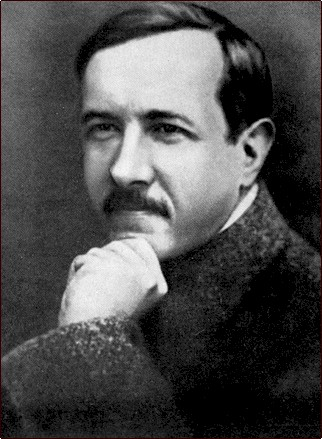
Alexander Wassiljewitsch Tschajanow

Alexander Wassiljewitsch Tschajanow (russisch Александр Васильевич Чаянов, wiss. Transliteration Aleksandr Vasil'evič Čajanov; * 17. Januarjul. / 29. Januar 1888greg. in Moskau; † 3. Oktober 1937 in Alma-Ata) war ein russischer Agrarwissenschaftler, Agrarökonom, Hochschullehrer und Kunstsammler.

## Leben
Tschajanow studierte 1906–1911 am Moskauer Landwirtschaftsinstitut. Er blieb dort, um sich auf die Professorenlaufbahn vorzubereiten, und wurde 1912 zur Fortbildung nach England, Frankreich, Deutschland, in die Schweiz und nach Italien geschickt. Nach seiner Rückkehr lehrte er an der Städtischen Moskauer Schanjawski-Volksuniversität. 1913 wurde er Dozent am Landwirtschaftsinstitut und 1915 Adjunkt-Professor.
Nach der Februarrevolution 1917 beteiligte sich Tschajanow an der Genossenschaftsbewegung. Nach der Oktoberrevolution wurde er 1918 Professor am Moskauer Landwirtschaftsinstitut, das jetzt die Petrowskaja-Landwirtschaftsakademie war.
Tschajanow wandte sich gegen die gewaltsame Kollektivierung der Landwirtschaft in der UdSSR und fand so das Missfallen von Josef Stalin. Der bekannteste Vertreter und das geistige Oberhaupt der russischen Agrarwissenschaft wurde auf dem Höhepunkt der Kollektivierungskampagne als Professor entlassen und 1930 verhaftet. Der NKWD bezichtigte ihn, Haupt der „Werktätigen Bauernpartei“ im Zentralen Schwarzerdegebiet zu sein. Gegen ihn wurde ein Schauprozess geführt. Tschajanow wurde 1932 zu einer Haft von fünf Jahren verurteilt, wobei er das letzte in der Verbannung in Alma-Ata verbrachte. Nach Verlängerung der Verbannung wurde er im März 1937 erneut verhaftet und am 3. Oktober 1937 als angeblicher Spion erschossen. 
Auch Tschajanows zweite Frau Olga Emmanuilowna geborene Gurewitsch (1897–1983) wurde verhaftet und verbrachte 18 Jahre in Arbeitslagern. Sie war die Tochter des Publizisten und Revolutionärs Emmanuil Lwowitsch Gurewitsch (1866–1952) und Schwester des Physikers Lew Emmanuilowitsch Gurewitsch (1904–1990) und arbeitete als Theaterwissenschaftlerin.
Tschajanows Sohn Wasilij Alexandrowitsch Tschajanow recherchierte die Umstände des Todes seines Vaters und gelangte in den Besitz der Verhörprotokolle, in denen man Tschajanow auf absurde Weise zum Führer einer antisowjetischen Partei deklarierte. 
Tschajanows ökonomisches Hauptwerk Die Lehre von der bäuerlichen Wirtschaft (1923) wird heute insbesondere von Entwicklungsökonomen hoch geschätzt. Besonders wertvoll ist auch sein Werk Die optimalen Betriebsgrößen in der Landwirtschaft (1930).
Tschajanow zählt zu den Thünenforschern.
Alexander Tschajanow ist auch als Autor von neuromantischen Erzählungen und Utopien bekannt:
- „Die Geschichte einer Friseurpuppe“ (1918)
- „Reise meines Bruders Alexej ins Land der bäuerlichen Utopie“ (1920)
- „Wenediktow “ (1922)
- „Der venezianische Spiegel“ (1923)
- „Die unglaublichen Abenteuer vom Grafen Buturlin“ (1924)
- „Julia, oder Begegnungen beim Jungfrauenkloster“ (1928)

Tschajanow begeisterte sich für die Archäologie und war ein leidenschaftlicher Bibliophiler und Sammler.